# 日本サイト売買協会
有限責任中間法人日本サイト売買協会（にほんサイトばいばいきょうかい、英名Japan Site Trade Association）とは、サイト売買仲介会社や、サイト売買市場に関与する各専門家（アドバイザリーボード）などで構成される民間団体である。
サイト売買（サイトM&A）市場の健全かつ公正な発展に資するため、サイト売買仲介ビジネスのルールや査定方法の標準化などのサイト売買取引環境の整備を目的として2007年11月に設立された。
近年急激に拡大するサイト売買市場とそれにともなう売買仲介業者の増加をうけ、今後の当該市場の更なる活性化とより透明で公平なサイト売買取引の確保を望む声が高まったことが設立の背景にある。

## 業務内容
- 売買案件情報の共有データベースの運用
- サイト売買会社認定書の発行
- サイト価値算定研究
- サイト売買取引における法務及び会計・税務の研究
- サイト売買取引における契約及び取引ルールの標準化の研究
- 人材育成のためのビジネススクール・セミナーの運営
- サイト売買コンサルタント認定証明書の発行
- サイト売買等に関する市場調査及び情報提供サービス

## 団体概要
- 正式名称　有限責任中間法人　日本サイト売買協会(JSTA:Japan Site Trade Association)
- 設立　2007年11月29日
- 拠出金　3,000,000円
- 事務局所在地　東京都千代田区霞が関3-7-4 名産富士ビル2F